# Apolônio de Tiana
Apolônio de Tiana(pt-BR) ou Apolónio de Tiana(pt-PT?) (em grego:  Απολλώνιος ο Τυανέας; Tiana, c. 15 d.C. – Éfeso, c. 100 d.C.) foi um filósofo neo-pitagórico, adepto do ascetismo e professor de origem grega. Viajou por Babilônia, Índia e Roma absorvendo o misticismo oriental, foram-lhe atribuidos milagres e profecias, ganhando assim a reputação de ser mago e possível rival de Jesus (como um tipo de messias pagão).

## Biografia
A principal fonte sobre a sua biografia é a "Vida de Apolônio", do filósofo sofista Flávio Filóstrato, na qual alguns estudiosos identificam uma tentativa de construir uma figura rival de Jesus. Apolônio também é citado nas obras "A Vida de Pitágoras", do filósofo neoplatônico Porfírio, e "A Vida Pitagórica", do filósofo neoplatônico assírio Jâmblico.
Apolônio foi vegetariano e discípulo de Pitágoras, com base no seu escrito, abaixo:
Por mim discerni uma certa sublimidade na disciplina de Pitágoras, e como uma certa sabedoria secreta capacitou-o a saber, não apenas quem ele era a si mesmo, mas também o que ele tinha sido; e eu vi que ele se aproximou dos altares em estado de pureza, e não permitia que a sua barriga fosse profanada pelo partilhar da carne de animais; e que ele manteve o seu corpo puro de todas as peças de roupa tecidas de refugo de animais mortos; e que ele foi o primeiro da humanidade a conter a sua própria língua, inventando uma disciplina de silêncio descrito na frase proverbial, 'Um boi senta-se sobre ela.' Eu também vi que o seu sistema filosófico era em outros aspectos oracular e verdadeiro. Então corri a abraçar os seus sábios ensinamentos…
Nascido na então cidade de Tiana (atual centro-sul da Turquia), na província da Capadócia (então integrante do Império Romano), poucos anos depois da era cristã, foi educado na cidade vizinha de Tarso (Cilícia), e no templo de Esculápio em Aegae, onde além da Medicina se dedicou às doutrinas de Pitágoras, vindo a adotar o ascetismo como hábito de vida em seu sentido pleno.
Após manter um juramento de silêncio por cinco anos, ele partiu da Grécia através da Ásia e visitou Nínive, a Babilônia e a Índia, absorvendo o misticismo oriental de magos, brâmanes e sacerdotes. Durante esta viagem, e subsequente retorno, ele atraiu um escriba e discípulo, Damis, que registrou os acontecimentos da vida do filósofo. Estas notas, além de cobrirem a vida de Apolônio, compreendem acontecimentos relacionando a uma série de imperadores, já que viveu 100 anos. Posteriormente essas notas chegaram às mãos da imperatriz Julia Domna, esposa de Septímio Severo, que encarregou Filóstrato de usá-las para elaborar uma biografia do sábio.
A narrativa dessas viagens por Damis, reproduzida por Filóstrato, é tão repleta de milagres, que muitos a têm considerado como de caráter imaginário. Em seu retorno à Europa, Apolônio foi saudado como um mágico, e recebeu as maiores homenagens quer de sacerdotes quer de pessoas em geral. Ele próprio se atribuiu apenas o poder de prever o futuro; já em Roma afirma-se que trouxe à vida o filho de um senador romano. Na auréola do seu poder misterioso ele atravessou a Grécia, a Itália e a Espanha. Também se afirmou que foi acusado de traição tanto por Nero quanto por Domiciano, mas escapou por meios milagrosos. Finalmente Apolônio construiu uma escola em Éfeso, onde veio a falecer, aparentemente com a idade de cem anos. Filóstrato mantém o mistério da vida do seu biografado ao afirmar: Com relação à maneira de sua morte, ‘se ele morreu’, as narrativas são diversas.
Helena Blavatsky lembra, acerca de Apolônio, que, se tudo sobre ele não passasse de uma ficção novelesca, Tito, mal refeito das fadigas do cerco de Jerusalém, não se apressaria a escrever ao Sábio, para marcar um encontro em Argos, e dizer ainda que, sendo ele, Tito, e seu pai devedores de tudo a Apolônio, o seu primeiro pensamento havia de ser dedicado ao seu benfeitor. Blavatsky comenta que Apolônio de Tiana tinha virtudes taumatúrgicas que ninguém havia superado até hoje. Ele havia aparecido e desaparecido da vida pública sem ninguém saber como nem quando. E que essa ignorância seria facilmente explicada porque durante os séculos IV e V da era cristã, todos os meios haviam sido usados para apagar a memória deste grande e santo homem da memória do povo. Ela comenta que os cristãos destruíram as biografias apologéticas que dele foram publicadas, salvando milagrosamente as crônicas de Damis, que hoje constituem a única fonte de informação. Ela também reclama que "quase todos os Padres da Igreja citam Apolônio, ainda que mergulhando a pena como de costume, na tinta preta do ódio teológico, da intolerância e do preconceito".
Esta obra de Filóstrato é geralmente considerada como um trabalho de ficção religiosa. Ela contém um número de histórias obviamente fictícias, através das quais, no entanto, não é de todo impossível discernir o caráter geral do homem. No século III, Hierócles esforçou-se para provar que as doutrinas e a vida de Apolônio eram mais valiosas do que as de Jesus, e, em tempos modernos, Voltaire e Charles Blount (1654-1693), o livre-pensador inglês, adotaram um ponto de vista semelhante. À parte este elogio extravagante, é absurdo considerar Apolônio meramente como um charlatão vulgar e um fazedor de milagres. Se descartamos a massa de mera ficção que Filóstrato acumulou, ficaremos com um reformador sincero, altamente imaginativo, que tentou promover um espírito de moralidade prática.

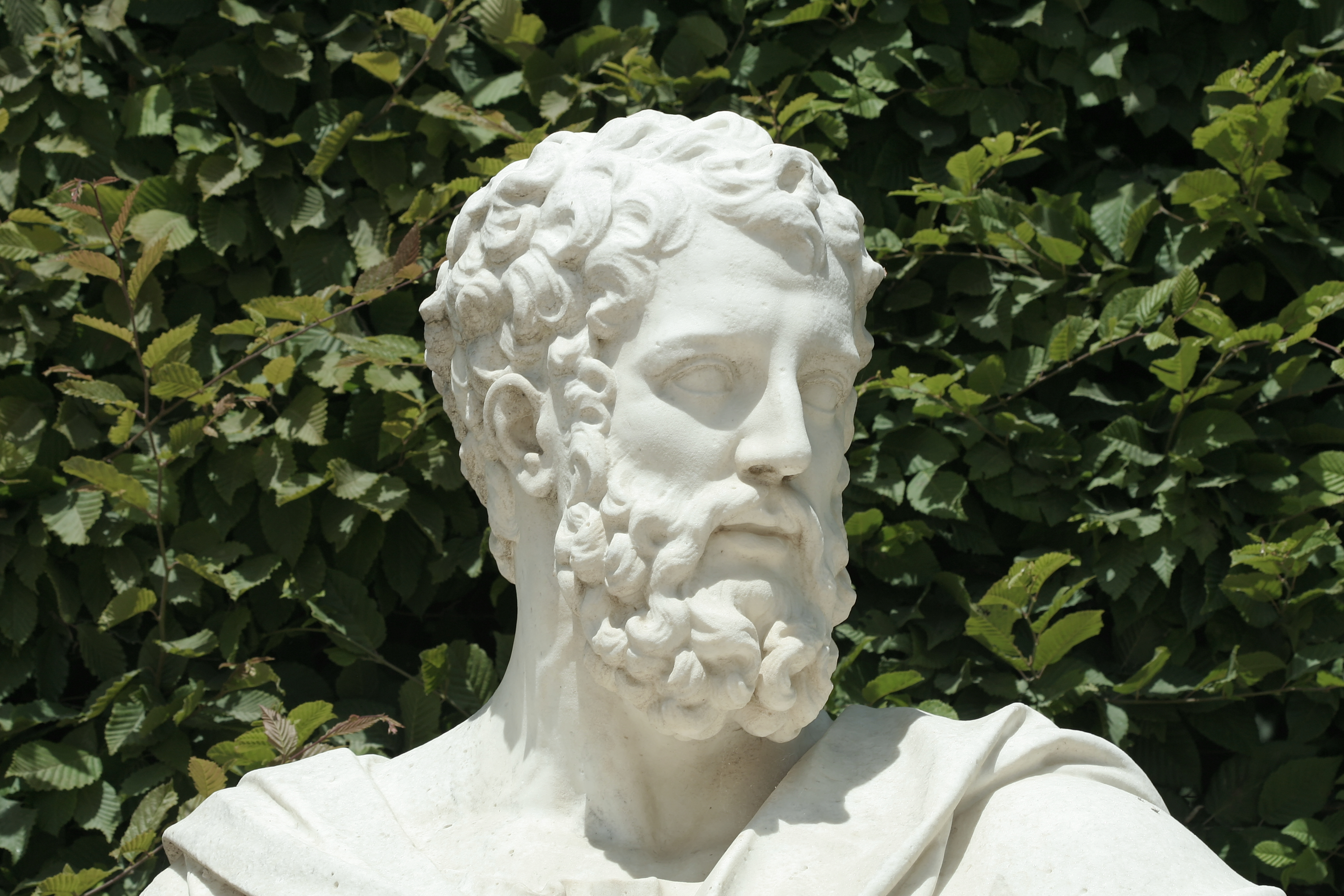
Estátua de Apolônio de Tiana de autoria de Barthélémy de Mélo no Parque dos Filósofos, Versalhes.

Escreveu muitos livros e tratados sobre uma ampla variedade de assuntos durante a sua vida, incluindo ciência, medicina, e filosofia.
As suas teorias científicas foram finalmente aplicadas à ideia geocêntrica de Ptolemeu que o Sol revolvia ao redor da Terra. Algumas décadas após a sua morte, o imperador romano Adriano colecionou os seus trabalhos e assegurou a sua publicação por todo o império.
A fama de Apolônio ainda era evidente em 272 d.C., quando o imperador Aureliano sitiou Tiana, que tinha se rebelado contra as leis romanas. Num sonho ou numa visão, Aureliano afirmava ter visto Apolônio falar com ele, suplicando-lhe poupar a cidade de seu nascimento. À parte, Aureliano contou que Apolônio lhe disse Aureliano, se você deseja governar, abstenha-se do sangue dos inocentes! Aureliano, se você conquistar, seja misericordioso! O imperador, que admirava Apolônio, poupou desse modo a cidade. Também no século III, Flávio Vopisco, em seu escrito sobre Aureliano, cita Apolônio.
O Livro de Pedras, do alquimista medieval islâmico Jabir ibne Haiane, é uma análise prolongada de trabalhos de alquimia atribuídos a Apolônio (aqui chamado "Balinas") (ver, por exemplo, Haq, que fornece uma tradução para o inglês de muito do conteúdo do "Livro de Pedras").
Devido a algumas semelhanças de sua biografia com a de Jesus, Apolônio foi, nos séculos seguintes, atacado pelos Padres da Igreja sendo considerado desde um impostor até um personagem satânico. Mas houve também quem o exaltou comparando-o aos grandes magos do passado, como Moisés e Zoroastro.
Apolônio faleceu em Éfeso, cerca de 100 d.C.